# Dwór w Nowym Waliszowie
Dwór w Nowym Waliszowie – dwór w Nowym Waliszowie, wsi w Polsce, w województwie dolnośląskim, w powiecie kłodzkim, w gminie Bystrzyca Kłodzka,  wybudowany w drugiej połowie XVI w.
Dwór zniesiony w XVI wieku, w XVIII i XIX wieku był przerabiany. Dwukondygnacyjny renesansowy dwór wzniesiony na planie prostokąta, nakryty dachem naczółkowym, całkowicie przebudowany na barokowy. Druga przebudowa miała miejsce na początku XIX w. Nad głównym wejściem jest balkon wsparty na kolumnach.
Do wojewódzkiego rejestru zabytków jako zespół dworski wpisano:
- dwór z XVI-XIX w., nr rej.: 463/1338 z 3.08.1965
- dwa pawilony parkowe, obecnie w ruinie z XVIII w., nr rej.: jw. i A/4431/2033 z 25.05.1972
- park z drugiej poł. XVIII w., nr rej.: 462/2088 z 22.06.1971